# 2015年ショアハム航空ショー墜落事故
2015年ショアハム航空ショー墜落事故（2015ねんショアハムこうくうショーついらくじこ、英語: 2015 Shoreham Airshow crash）は、2015年8月22日にイギリスのウェスト・サセックスにあるブライトン・シティ空港で開催されたショアハム航空ショーで発生した墜落事故。
11人が死亡、16名が負傷し、イギリス国内の航空ショーで発生した事故としては31名が死亡した1952年のファーンボロー航空ショー墜落事故に次ぐ惨事となった。
墜落したのは1機の戦闘機ホーカー ハンターT7で、曲技飛行中にコントロール不能になり空港に隣接していた国道A27号線へ墜落した。この航空機の操縦士であったアンディ・ヒルは事故によって負傷したが一命を取り留めた 。
事故の後で航空事故調査局による調査が行われた結果パイロットエラーが原因であるとされ、操縦士であったヒルは2018年に11名の過失致死と航空機の器物破損の疑いで起訴された。しかし、翌年3月8日の判決では無罪とされた。また、航空ショーを開催した主催者は事故の責任を否定した。2020年には事故の検討会が予定されていたが、新型コロナウイルス感染症の流行を受けて延期された。

## 操縦士と乗機
事故を起こしたのは1950年代に製造された複座のホーカー ハンターである。1955年7月に英国空軍で初飛行をし、一度火災による修復を受けて59年に再配備された。その後1998年以降は民間の手に渡り、展示飛行で使用されていた。事故当時の所有者はグラハム・ピーコックであり、エセックスのノース・ウィールド飛行場に拠点を置いていた。当機は航空ショーのために同飛行場からショアハムへ来ており、展示飛行後にまたノース・ウィールドへ戻る予定だった。
操縦士のアンディー・ヒルは当時51歳で、同僚によると飛行時間は1万2千時間以上であった。ホーカー・シドレー ハリアーやBAC ジェット・プロヴォストの操縦経験があり、空軍時代には教官を務めたこともあった。

## ショーの概要
ショアハム航空ショーは王立空軍協会によって開催される航空ショーであり、2日間の予定が組まれていた。初日は晴れており気温も高かったが、珍しく15ノット近くの横風が吹いていた。午後12時30分に終了した午前の部には複数の航空チームが参加し、展示飛行を行なった。事故機が参加したのは初日の午後である。

## 事故の発生・被害

### 事故発生
事故機は離陸後まず滑走路を南から北へ低空飛行で通過した。その後旋回して反対方向から飛行し、空港手前でインサイドループのための急上昇を行った。専門家によると、インサイドループを行うためには高度500フィート（150m）速度350ノット（時速650km）で開始し、高度4,000フィート（1,200m）に速度150ノット（時速280km）で達する必要があった。しかし事故機は高度200フィート（60m）速度310ノット（時速570km）で開始し、高度2,700フィート（820m）に速度105ノット（時速194km）に達することしかできなかった。
13時22分、事故機はループ終了前に機首を上にあげた状態に国道A27号に墜落した。その際道路を走っていた数台の自動車が巻き込まれ、機体も4つの部分に分裂した。またタンクから漏れた燃料に引火し、事故直後に大きな火球が発生した。ただ、事故発生からわずか90秒後には待機していた消防車が到着した。周辺には数多くの人がいたため、事故の様子は彼らのスマートフォンやカメラによって撮影されていた。

### 被害状況
この事故により地上にいた11人が死亡、16人が負傷した。死者の中には地元サッカーチームのワージング・ユナイテッドFCに所属する選手も含まれていた。
8台の自動車が事故に巻き込まれて故障した。その中には新婦を迎えに行く最中のリムジン（デイムラー・DS420）も含まれており、その運転手も事故によって負傷した。
操縦士のヒルは射出座席から放り出されたものの重傷を負い、ブライトン近郊の病院へ搬送された。一時は昏睡状態に陥ったが、その後回復し翌月には退院した。
事故機の残骸は調査のため全て航空事故調査局（AAIB）が回収し、ハンプシャー州ファーンバラの施設へ運ばれた。

### 事故の影響
事故機墜落時点で既に離陸していたデ・ハビランド シービクセンは、高度を上げて頭上を飛行したのち北へ向かった。事故から約30分後の14時5分に到着予定だった航空機はフライパストのみを行い、その後エアショーは中止された。空港内の全航空機はすべて着陸していた。
事故機が墜落した高速A27号は両方面が通行止めとなったため、航空ショーの参加者が取り残された。しかししばらくすると駐車場からA27号へのアクセスが閉鎖され、徒歩での移動が認められるようになった。航空ショーの2日目は中止となり、高速道路はおよそ1週間後の8月30日に再開された。
地元議会は追悼書を作成し、さらにカウンティ議会と共に被害者救済のための基金を創設した。
2017年5月、エイドゥー・ディストリクト・カウンシルはエイドゥー川の土手に慰霊碑を設置した。